# موسى الصيرمي
ملا موسى الصيرمي (1836 – 1917) كان مؤرخًا إيغوريًّا من تركستان الشرقية (شينجيانغ) ، معروفًا بروايته للأحداث في تلك المنطقة في القرن التاسع عشر، وخاصة تمرد دونغان في الفترة من 1864 إلى 1877.  في حين أن الاسم العرقي الأويغور ، بمعناه الحديث، لم يكن مستخدمًا بعد في زمن موسى الصيرمي،  فمن المحتمل أنه كان سيُطلق عليه اسم الإيغور إذا عاش بعد بضعة عقود من الزمان، بناءً على مكان ميلاده ولغة أعماله الأدبية وعرقه.

## سيرته

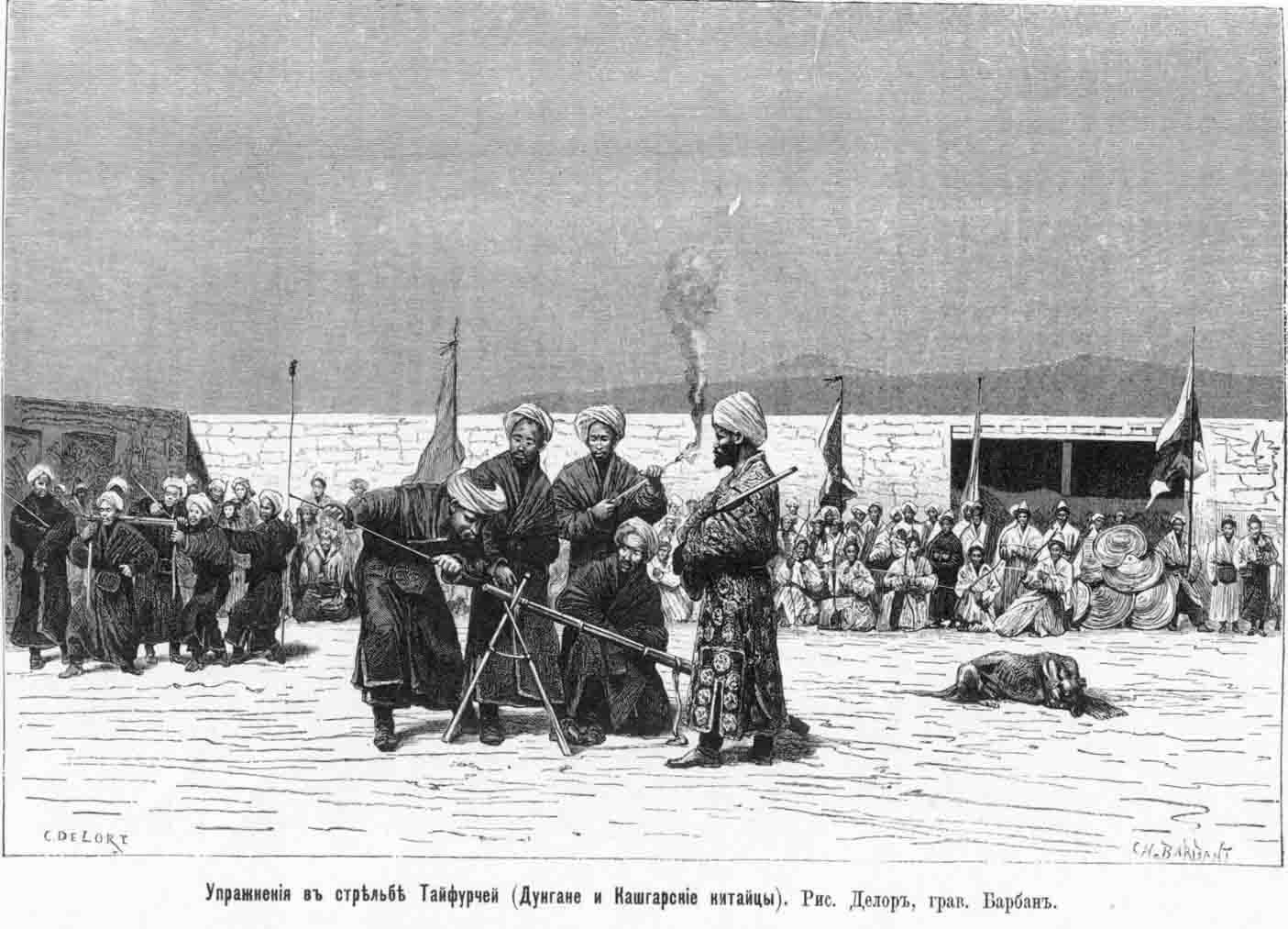
تدريبات مدفعية يعقوب بيك

كان موسى في الأصل من قرية صيرم الإيغورية، الواقعة شمال غرب كوتشا في ما يعرف اليوم بمقاطعة بايتشنغ ، شينجيانغ .  لا ينبغي الخلط بين هذا المكان والمدينة الأكبر التي تحمل نفس الاسم في كازاخستان . أُرسل في شبابه إلى كوغا للدراسة في مدرسة الملا عثمان الآخوند. وأصبح صديقًا مقربًا لأحد زملائه في الدراسة، واسمه محمود الدين (محمد الدين)، ابن برهان الدين خوجة، أحد الأعضاء المهمين في عشيرة الخوجة [الإنجليزية]. وأشار موسى فيما بعد إلى محمود الدين باسم "خوجم باديشاه". 
في صيف عام 1864، خلال الأيام الأولى لثورة الدونغان في شينجيانغ، انضم موسى إلى جيش المتمرد خوجة برهان الدين عندما مر عبر صيرم. إلى جانب محمود الدين ابن برهان، كان موسى من بين المتمردين التابعين لبرهان في أكسو وأوقتوربان ، وأصبح اليد اليمنى لبرهان هناك. 
بعد أن أطاح شعب أوقتوربان لعشيرة الخوجة [الإنجليزية] في عام 1867، رافق موسى الصيرمي الخوجة المعتقلين إلى مقر الحاكم الجديد للمنطقة، يعقوب بيك . ثم وجد مكانًا لنفسه في جهاز حكومة يعقوب بيك، حيث خدم تحت قيادة ميرزا بابا بيك، مسؤول الزكاة (ضابط الإيرادات الرئيس) في أكسو. 
نجا موسى من وفاة يعقوب بك واستعادة جيوش تشينغ التابعة لتسو زونغتانغ لشينجيانغ في عام 1877. وعاش بقية أيامه في آكسو، وكتب وأعاد كتابة تاريخه الأمني ، الذي أكمله في عام 1903.

## تاريخ أمنيةوتاريخ حميدي
وقد كُتب كتاب تاريخ السلام باللغة الجاجاتايية — اللغة الأدبية القديمة في آسيا الوسطى، والتي يمكن اعتبارها شكلاً أسلافًا للغات الأويغورية والأوزبكية الحالية. وفقًا للعلماء المعاصرين، فإن لغة جغتاي في مخطوطات موسى الصيرمي كانت متأثرة باللغة الإيغورية الحديثة (أي اللغة العامية لعصر الصيرامي نفسه). 
اقترح الباحثون السوفييت أن عنوان عمل موسى يشير أيضًا إلى اسم أحد أصدقائه، داداه محمد أمين باي أقسقال [الإنجليزية] ؛ وبالتالي، يمكن قراءته أيضًا على أنه "تاريخ مخصص لأمين". كان أمين الأكبر ( الأعظم ) للرعايا الروس في أكسو وأوقتوربان، وكان يحافظ على المراسلات مع القنصل الروسي في كاشغر ، نيكولاي بتروفسكي . وهكذا اقترح الباحث السوفييتي كيه إيه عثمانوف أن بتروفسكي، المعروف بكونه جامعًا متحمسًا للمواد المتعلقة بتاريخ المنطقة، ربما كان له دور فعال في تشجيع موسى على القيام بعمله. 
يتكون كتاب التاريخ الأمني ، الذي وصل إلينا في عدة مخطوطات، من الأجزاء التالية:
- المقدمة التي تستعرض تاريخ شينجيانغ من نوح إلى جنكيز خان إلى بداية تمرد دونغان
- الجزء الأول، الذي يناقش المراحل الأولى من التمرد، تحت قيادة الخوجا
- الجزء الثاني، الذي يناقش نظام يعقوب بيك ، واستعادة المنطقة من قبل القوات الصينية في عام 1877.
- خاتمة

نُشر كتاب تاريخ أمنية لأول مرة على يد العالم الروسي ن. ن. بانتوسوف في قازان عام 1905. (يبدو أن بانتوسوف كان لديه اهتمام خاص بتاريخ المنطقة؛ فقد نشر في وقت سابق ترجمة روسية لعمل آخر حول نفس الموضوع، وهو كتاب ملا بلال "الحرب المقدسة في الصين"). )، كتبت أصلاً في عام 1876.  )
نُشرت ترجمة أويغورية حديثة في أورومتشي عام 1988 تحت عنوان تاريخ أمنية . 
تاريخ حميدي هو نسخة منقحة من تاريخ أمنية ، تم الانتهاء منها في عام 1908. نُشرت ترجمة أويغورية حديثة بقلم أنور بايتور في بكين عام 1986. تم نشر ترجمة إنجليزية بقلم إريك شلويسل بواسطة دار نشر جامعة كولومبيا . 

## التقييم الحديث
في رأي الخبير المعاصر في تاريخ تلك الفترة، كيم هودنغ [الإنجليزية] ، فإن سايرامي هو "أحد أفضل المؤرخين الذين أنتجتهم آسيا الوسطى على الإطلاق"، وتعد كتبه أهم مصدر محلي عن تمرد دونغان ونظام يعقوب بيك.

## الحواشي
1. ↑  Sayrami، Musa (يوليو 2023). The Tarikh-i Ḥamidi: A Late-Qing Uyghur History. ترجمة: Schluessel، Eric. Columbia University Press. ISBN:978-0-231-55823-5. مؤرشف من الأصل في 2025-02-09.
2. 1 2 3 4 5 6  МОЛЛА МУСА САЙРАМИ: ТА'РИХ-И АМНИЙА (Mulla Musa Sayrami's Tarikh-i amniyya: Preface)], in: "Материалы по истории казахских ханств XV-XVIII веков (Извлечения из персидских и тюркских сочинений)" (Materials for the history of the Kazakh Khanates of the 15-18th cc. (Extracts from Persian and Turkic literary works)), Alma Ata, Nauka Publishers, 1969. باللغة الروسية نسخة محفوظة 2025-01-26 على موقع واي باك مشين.
3. ↑  МОЛЛА МУСА САЙРАМИ: "ТА'РИХ-И АМНИЙА" ([Excerpts from] Mulla Musa Sayrami's Tarikh-i amniyya), in: "Материалы по истории казахских ханств XV-XVIII веков (Извлечения из персидских и тюркских сочинений)" (Materials for the history of the Kazakh Khanates of the 15-18th cc. (Extracts from Persian and Turkic literary works)), Alma Ata, Nauka Publishers, 1969. باللغة الروسية نسخة محفوظة 2024-09-19 على موقع واي باك مشين.
4. ↑  "English translation of N.N.Pantusov's introduction to Ghazāt dar mulk-i Chín". مؤرشف من الأصل في 2011-11-14. اطلع عليه بتاريخ 2020-04-10.
5. ↑  Sayrami، Musa (1989). Tarikhi ăminiyă. Shinjang Khălq Năshriyati. ISBN:7-228-00220-2. مؤرشف من الأصل في 2022-04-21.
6. ↑  EricTSchluessel (12 سبتمبر 2022).  (تغريدة) https://x.com/EricTSchluessel/status/1569331090074075136. {{استشهاد ويب}}: الوسيط |title= غير موجود أو فارغ (مساعدة)

## روابط خارجية
- سيرامي، موسى، 1836-1917. تاريخ إيماني. قازان : طبخاني مدرسة العلوم، 1322 مكتبة جامعة هارفارد.